# Liste der Mitglieder der American Academy of Arts and Sciences/1934
Im Jahr 1934 wählte die American Academy of Arts and Sciences 76 Personen zu ihren Mitgliedern.

## Neu gewählte Mitglieder
- Edgar Shannon Anderson (1897–1969)
- Clarence Gordon Campbell (1868–1956)
- Gustav Cassel (1866–1945)
- John Maurice Clark (1884–1963)
- Charles Jay Connick (1875–1945)
- Franzo Hazlett Crawford (1900–1988)
- Otto Gustav Colbiornsen Dahl (1893–1987)
- Samuel Foster Damon (1893–1971)
- Winthrop More Daniels (1867–1944)
- Chester Laurens Dawes (1886–1977)
- Jacob Pieter Den Hartog (1901–1989)
- John Franklin Ebersole (1884–1945)
- Griffith Conrad Evans (1887–1973)
- Sterling Price Fergusson (1868–1959)
- Ronald Aylmer Fisher (1890–1962)
- Cyrus Hartwell Fiske (1890–1978)
- Ralph Evans Freeman (1894–1967)
- John Farquhar Fulton (1899–1960)
- Edgar Stephenson Furniss (1890–1972)
- Robert Murray Haig (1887–1953)
- Austin Morris Harmon (1878–1950)
- Archibald Vivian Hill (1886–1977)
- Hudson Hoagland (1899–1982)
- Arthur Holmes (1890–1965)
- Jerome Clarke Hunsaker (1886–1984)
- Henry Jackson (1892–1968)
- Paul André-Marie Janet (1863–1937)
- Donald Forsha Jones (1890–1963)
- Matt Bushnell Jones (1871–1940)
- Edwin Walter Kemmerer (1875–1945)
- Henry Plimpton Kendall (1878–1959)
- Roland Grubb Kent (1877–1952)
- Frank Hyneman Knight (1885–1972)
- Kurt Koffka (1886–1941)
- Serge Alexandrovich Koussevitzky (1874–1951)
- Clarence Cook Little (1888–1971)
- Luigi Lombardi (1867–1958)
- Robert Morrison MacIver (1882–1970)
- Louis Williams McKeehan (1887–1975)
- Donald Howard Menzel (1901–1976)
- Richard Stockton Meriam (1893–1977)
- Harry Alvin Millis (1873–1948)
- Harry Rowe Mimno (1900–1981)
- Leroy Matthew Simpson Miner (1882–1964)
- Arthur Eli Monroe (1885–1965)
- Edward Leyburn Moreland (1885–1951)
- Philip McCord Morse (1903–1985)
- Walter Harry Newhouse (1897–1969)
- Edwin Griswold Nourse (1883–1974)
- William Abbott Oldfather (1880–1945)
- Leigh Page (1884–1952)
- Robert Henry Pfeiffer (1892–1958)
- William Carter Quinby (1877–1952)
- Alfred Newton Richards (1876–1966)
- Oscar Riddle (1877–1968)
- David Moore Robinson (1880–1958)
- Carl-Gustaf Arvid Rossby (1898–1957)
- Arthur Hiler Ruggles (1881–1961)
- Erwin Haskell Schell (1889–1965)
- Theodore Leslie Shear (1880–1945)
- Edmund Ware Sinnott (1888–1968)
- Gilbert Morgan Smith (1885–1959)
- Leighton Bruerton Smith (1896–1983)
- Eugene Edward Speicher (1883–1962)
- Peter Bernhardov Struve (1870–1944)
- Frederick John Teggart (1870–1946)
- Lewis Madison Terman (1877–1956)
- Edward Lee Thorndike (1874–1949)
- Charles Franklin Thwing (1853–1937)
- John Hasbrouck Van Vleck (1899–1980)
- Jacob Viner (1892–1970)
- Richard Willstätter (1872–1942)
- Leo Wolman (1890–1961)
- David Elbridge Worrall (1886–1944)
- Lawrence Counselman Wroth (1884–1970)
- Carle Clark Zimmerman (1897–1983)